# Cazals-des-Baylès
 Cazals-des-Baylès  es una comuna francesa situada situada en el departamento de Ariège, en la región de Occitania.

## Demografía
| 71 | 50 | 55 | 37 | 31 | 36 | 56 |
| Para los censos de 1962 a 1999 la población legal corresponde a la población sin duplicidades (Fuente: INSEE [Consultar]) |    |    |    |    |    |    |